# Вашингтон Тейшейра Ферре
Вашингтон Тейшейра Ферре або просто Вашингтон (порт.-браз. Washington Teixeira Ferre, нар. 16 серпня 1977, Бразилія) — бразильський футболіст, нападник.

## Життєпис
Під час зимової перерви сезону 2002/03 років перейшов до запорізького «Металурга». Дебютував у футболці запорожців 6 квітня 2003 року в програному (1:2) домашньому поєдинку 19-о туру Вищої ліги проти одеського «Чорноморця». Вашингтон вийшов на поле на 74-й хвилині, замінивши Іраклі Модебадзе. У футболці «Металурга» зіграв 4 матчі, а по завершенні сезону покинув розташування клубу. Про подальшу кар'єру бразильця нічого невідомо.